# Ренкавчин (Мазовецьке воєводство)
Ренкавчин (пол. Rękawczyn) — село в Польщі, у гміні Ґоздово Серпецького повіту Мазовецького воєводства.
Населення — 152 особи (2011).
У 1975-1998 роках село належало до Плоцького воєводства.

## Демографія
Демографічна структура станом на 31 березня 2011 року:
|          | Загалом | Допрацездатний вік | Працездатний вік | Постпрацездатний вік |
| -------- | ------- | ------------------ | ---------------- | -------------------- |
| Чоловіки | 81      | 22                 | 51               | 8                    |
| Жінки    | 71      | 11                 | 37               | 23                   |
| Разом    | 152     | 33                 | 88               | 31                   |